# Symphonie de chambre no 3 de Milhaud
La Symphonie de chambre no 3, « Sérénade », op. 71, est une courte symphonie de Darius Milhaud composée en 1921 pour septuor.

## Présentation
La Symphonie de chambre no 3, op. 71, de Darius Milhaud, intitulée « Sérénade », est une symphonie de chambre faisant partie d'un cycle de six Petites symphonies (ou Symphonies pour petit orchestre) composées entre 1917 et 1923, datant de l'époque des grandes expériences polytonales du compositeur. Ces symphonies sont toutes très courtes et les « trois petits mouvements qui les constituent exposent les idées, mais ne les développent pas ».
La Troisième symphonie est composée à Paris en juillet 1921,. Elle est écrite pour un septuor instrumental comprenant 1 flûte, 1 clarinette, 1 basson, 1 violon, 1 alto, 1 violoncelle et 1 contrebasse,. La partition est dédiée à Yvonne et Illan de Casa-Fuerte.
L’œuvre est créée le 10 décembre 1921 à Paris, à la Société de musique de chambre.

## Structure et analyse
La Symphonie, d'une durée moyenne d'exécution de trois minutes environ, est composée de trois mouvements, :
1. Vivement, où « s'affirme une indépendance tonale des lignes mélodiques [...] : ainsi l'œuvre débute-t-elle par une mélodie de clarinette en mi majeur, accompagnée au basson en ré majeur ; puis violon et alto s'unissent en mi bémol. De même, en un autre passage, se font entendre la clarinette en fa majeur, le basson en mi majeur, le violon en ut majeur, — tandis que l'alto évolue en si bémol et le violoncelle en ré ![1] » ;
2. Calme, mouvement qui « ne peut masquer de rudes dissonances[1] » ;
3. Rondement, finale qui « développe un thème rythmique d'une franche gaieté[1] ».

Pour Paul Collaer, c'est « une des plus jolies de ces symphonies ». Cet avis est partagé par le musicologue François-René Tranchefort, pour qui cette « Troisième Petite Symphonie se révèle sûrement une des mieux inspirées de la série — celle suggérant la liberté d'une constante improvisation, dans un climat évoquant la commedia dell'arte, ses personnages et toute leur fantaisie ».
La partition est publiée par Universal Edition,, en 1922. Dans le catalogue des œuvres de Darius Milhaud, la Symphonie de chambre no 3 porte le numéro d'opus 71,.

## Discographie
- Milhaud: The 6 Little Symphonies, Others, Orchestre de Radio Luxembourg, Darius Milhaud (dir.), VoxBox CDX 5109, 1994.

### Ouvrages généraux
: document utilisé comme source pour la rédaction de cet article.

#### Livres
- Paul Collaer, Darius Milhaud : Nouvelle édition revue et augmentée, accompagnée du catalogue des œuvres et d'une discographie, Genève-Paris, Éditions Slatkine, 1982, 617 p. (ISBN 2-05-100375-0).
- François-René Tranchefort, « Darius Milhaud », dans François-René Tranchefort (dir.), Guide de la musique de chambre, Paris, Fayard, coll. « Les Indispensables de la musique », 1989, 995 p. (ISBN 2-213-02403-0), p. 597–610.

#### Chapitre de livres
- Colin Mason et Edwin Evans, « Milhaud, Darius », dans Walter Willson Cobbett et Colin Mason (dir.), Dictionnaire encyclopédique de la musique de chambre, vol. II : K–Z, Paris, Éditions Robert Laffont, coll. « Bouquins », 1999 (1re éd. 1929), 1627 p. (ISBN 2-221-07848-9), p. 955-963.